# Poeciliopsis latidens
Poeciliopsis latidens, tên thông thường là lowland livebearer, là một loài cá nước ngọt thuộc chi Poeciliopsis trong họ Cá khổng tước. Loài này được mô tả lần đầu tiên vào năm 1895.

## Từ nguyên
Từ latidens trong danh pháp của loài cá này được ghép từ 2 âm tiết trong tiếng Latinh, latus ("rộng lớn") và dens "răng", ám chỉ những chiếc răng lớn ở hàm dưới của nó.

## Phân bố và môi trường sống
P. latidens có phạm vi phân bố ở Trung Mỹ. Loài cá này được tìm thấy ở phía đông vịnh California, trải dài từ bang Sonora đến bang Nayarit (Mexico). P. latidens sống được ở cả môi trường nước ngọt, nước lợ và cả nước mặn, được tìm thấy ở sông suối nước ngọt và đầm phá nước lợ, cũng như ở các khu vực cửa sông và vùng biển nông gần bờ (độ sâu khoảng 2 m trở lại).
P. latidens đang bị đe dọa do sự suy thoái môi trường sống: rừng ngập mặn dần biến mất và sự phát triển mạnh ở vùng ven biển trong toàn bộ phạm vi của chúng. Vì thế, P. latidens được xếp vào Loài sắp bị đe dọa.

## Mô tả
Chiều dài cơ thể lớn nhất được ghi nhận ở P. latidens là 5 cm. Sau khoảng 28 ngày mang thai, cá mái có thể cho ra đời khoảng từ 10 đến 25 con cá bột.
P. latidens ăn mùn hữu cơ, động vật phù du và côn trùng.